# Eumenes (avispa)
Eumenes es el género tipo de la subfamilia Eumeninae ("avispas alfareras") de Vespidae. Es un género numeroso y ampliamente distribuido, con más de 100 taxones (incluyendo especies y subespecies). La mayoría son de climas templados del hemisferio norte. Muchas especies son negras o castañas con detalles contrastantes en amarillo, blanco, naranja o rojizo. Al igual que la mayoría de los véspidos pliegan las alas longitudinalmente cuando en reposo. El primer segmento del metasoma es angosto y alargado dándole al abdomen una apariencia bulbosa.
El nombre del género se refiere al general griego de ese nombre, Eumenes de Cardia.
Hacen nidos de barro con forma de cacharritos. Cazan insectos para alimentar a sus crías y son consideradas un buen control biológico de plagas.

## Especies
- Eumenes achterbergi Giordani Soika, 1992
- Eumenes acuminatus de Saussure, 1856
- Eumenes aemilianus Guiglia, 1951
- Eumenes affinissimus de Saussure, 1852
- Eumenes agillimus Dalla Torre, 1894
- Eumenes americanus Saussure, 1852
- Eumenes antennatus Bingham, 1898
- Eumenes aquilonius Sk. Yamane, 1977
- Eumenes architectus Smith, 1858
- Eumenes arnoldi Bequaert, 1926
- Eumenes asiaticus Gusenleitner, 1970
- Eumenes assamensis Meade-Waldo, 1910
- Eumenes atrophicus (Fabricius, 1798)
- Eumenes batantanensis Nugroho, 2010
- Eumenes belli Giordani Soika, 1973
- Eumenes bequaerti Grandinete & Carpenter, 2018
- Eumenes blandus Smith, 1861 †
- Eumenes boettcheri Giordani Soika, 1941
- Eumenes bollii Cresson, 1872 †
- Eumenes buddha Cameron, 1898
- Eumenes capensis Schulthess, 1910
- Eumenes coarctatus (Linnaeus, 1758) †
- Eumenes comberi Dover, 1925
- Eumenes congnatus Nguyen, 2016
- Eumenes consobrinus de Saussure, 1856
- Eumenes coronatus (Panzer, 1799) †
- Eumenes coyotae Bohart, 1948
- Eumenes crucifera Provancher, 1888 †
- Eumenes cubensis Cresson, 1865
- Eumenes cyrenaicus Blüthgen, 1938 †
- Eumenes dichrous Maindron, 1882
- Eumenes diligens Smith, 1864
- Eumenes dorycus Maindron, 1882
- Eumenes dubius de Saussure, 1852 †
- Eumenes ferrugiantennus Zhou, Chen & Li, 2012
- Eumenes filiformis de Saussure, 1856
- Eumenes flavitinctus Bohart, 1950
- Eumenes floralis Smith, 1858
- Eumenes formosensis Giordani Soika, 1973
- Eumenes fraterculus Dalla Torre, 1894
- Eumenes fraternus Say, 1824
- Eumenes fuellebornianus Schulthess, 1910 †
- Eumenes fulvopilosellus Giordani Soika, 1965
- Eumenes gibbosus Nguyen, 2015
- Eumenes glacialis Giordani Soika, 1940
- Eumenes gribodianus Guiglia, 1933 †
- Eumenes guillarmodi Giordani Soika, 1975
- Eumenes humbertianus de Saussure, 1867
- Eumenes improvisus Giordani Soika, 1975
- Eumenes inconspicuus Smith, 1858 †
- Eumenes insolens Smith, 1865
- Eumenes interpositus Gusenleitner, 1972
- Eumenes jarkandensis Blüthgen, 1938
- Eumenes kangrae Dover, 1925
- Eumenes kiangsuensis Giordani Soika, 1941
- Eumenes koriensis Giordani Soika, 1992
- Eumenes labiatus Giordani Soika, 1941 †
- Eumenes longus Nguyen, 2016
- Eumenes lucasius de Saussure, 1852 †
- Eumenes macrops de Saussure, 1852
- Eumenes mainpuriensis Smith, 1870
- Eumenes makilingi Williams, 1928
- Eumenes mediterraneus Kriechbaumer, 1879 †
- Eumenes micado Cameron 1904
- Eumenes micropunctatus Giordani Soika, 1975 †
- Eumenes modestus Gusenleitner, 2006
- Eumenes mongolicus Morawitz, 1889
- Eumenes multipictus de Saussure, 1855
- Eumenes nigriscutatus Zhou, Chen & Li, 2012
- Eumenes papillarius (Christ, 1791) †
- Eumenes parisii Giordani Soika, 1939
- Eumenes pedunculatus (Panzer, 1799) †
- Eumenes peringeyanus Schulthess, 1913
- Eumenes persimilis Giordani Soika, 1960
- Eumenes pictus Smith, 1857
- Eumenes piriformis de Saussure, 1862 †
- Eumenes pius Giordani Soika, 1986 †
- Eumenes placens Nurse, 1903
- Eumenes pomiformis (Fabricius, 1781)
- Eumenes pseudubius Gusenleitner, 1972
- Eumenes punctaticlypeus Giordani Soika 1943 †
- Eumenes punctatus de Saussure, 1852 +
- Eumenes quadratus Smith, 1852 †
- Eumenes relatus Dover, 1925
- Eumenes rubrofemoratus Giordani Soika, 1941
- Eumenes rubronotatus Perez, 1905 †
- Eumenes rufomaculatus (Fox, 1899)
- Eumenes sardous Guiglia, 1951
- Eumenes sareptanus André, 1884 †
- Eumenes sculleni Bohart, 1950
- Eumenes separatus Gusenleitner, 1972
- Eumenes septentrionalis Giordani Soika, 1940 †
- Eumenes signicornis Walker, 1871
- Eumenes sikkimensis Giordani Soika, 1986
- Eumenes simplicilamellatus Giordani Soika, 1934
- Eumenes smithii de Saussure, 1852 †
- Eumenes solidus Gusenleitner, 1972
- Eumenes subpomiformis Blüthgen, 1938 †
- Eumenes tosawae Giordani Soika, 1941 †
- Eumenes transbaicalicus Kurzenko, 1984
- Eumenes tricolor Smith, 1860
- Eumenes tripunctatus (Christ, 1791)
- Eumenes truncatus Nugroho, 2010
- Eumenes variepunctatus Giordani Soika, 1958
- Eumenes versicolor de Saussure, 1852
- Eumenes verticalis Say, 1824 †

## Galería

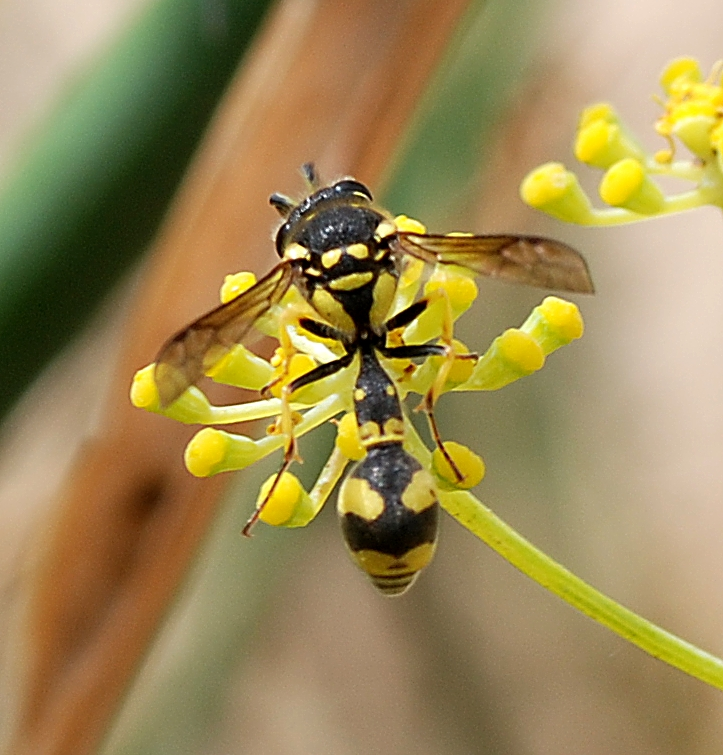
Eumenes coarctatus
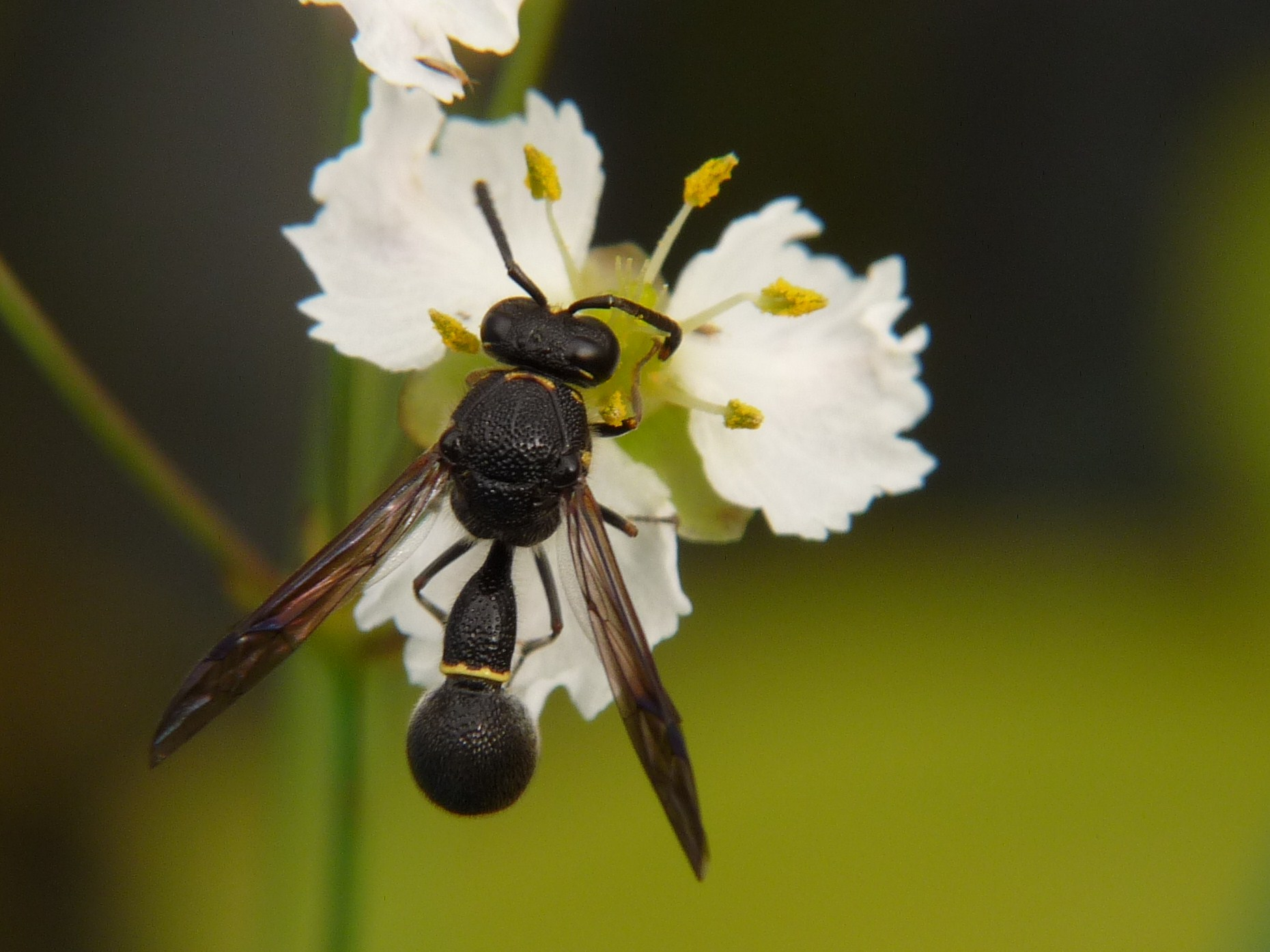
Eumenes sp.
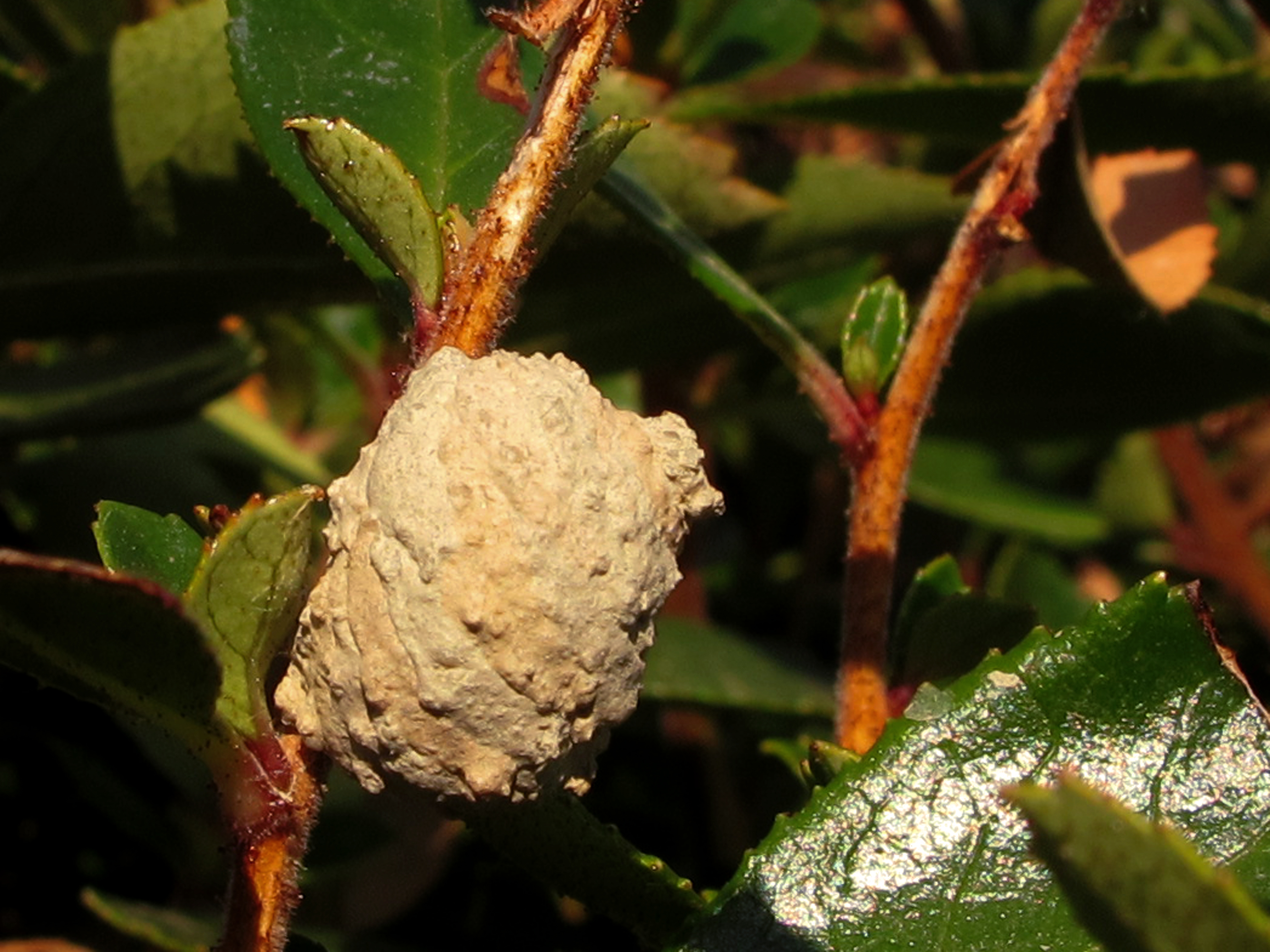
Nido de barro